# Vrede van Knäred
De Vrede van Knäred werd getekend op 21 januari 1613 en maakte een eind aan de Kalmaroorlog tussen Denemarken en Zweden.
Het verdrag is genoemd naar het dorp Knäred in Halland, waar het verdrag is getekend.
Een van de gevolgen van dit verdrag is dat de Zweden het fort Älvsborg bij Göteborg (dat door de Denen was bezet) weer terugkregen, in ruil voor een betaling van 1 miljoen rijksdaalder aan de Denen.